# U-234
U-234는 제2차 세계 대전 중 독일의 U보트 10형 잠수함으로 전쟁 말기 일본으로 기술자 및 Me262, 우라늄을 수송하던 중 독일이 1945년 5월 9일 무조건 항복을 한 후 연합군에 항복한 잠수함이다. 원래 U보트 10형은 기뢰 부설함으로 설계되었으나, U-234는 기뢰 적재 공간을 제거하고 수송용으로 개조했다. 처음이자 유일한 임무는 우라늄과 기타 독일의 진보된 무기 기술을 일본 제국에 수송하는 것이었다.
U-234는 1945년 3월, 240톤의 화물을 싣고 키일을 출발하여 일본으로 항해를 시작했다. 화물 외에도 2명의 일본군 장교와 일본으로 가는 9명의 독일인 등 모두 11명이 탑승했다.
일본인 승객
- 항공공학자인 겐죠 쇼지 대좌
- 잠수함 설계 전문가인 히데오 도모나가 해군 대좌.

독일인 승객
- 리하르트 불라 소령 - 해공 협동작전 전문가
- 프리츠 산드라트(Fritz Sandrath) 공군 대령 - 전 브레멘 대공 방어 사령관
- 에리히 멘첼(Erich Menzel) 공군 대령 - 통신 장교. 공군 무관의 기술 보좌관
- 하인리히 헬렌도른(Heinrich Hellendorn) 해군 소령 - 해상 대공방어 전문가
- 하인츠 슐리케(Heinz Schlike) - 레이다, 적외선 및 방향탐지 분야 과학자
- 카이 니슐링 (Kai Nieschling) 공군 중령 - 나치 판사.
- 아우구스트 브링게발트 (August Bringewald) - 메서슈미트 사 선임 연구원. Me262, Me163 코메트 및 로켓 추진 분야
- 프란츠 루프 (Franz Ruf) - 메서슈미트사 전문가

카이 니슐링은 도쿄 주재 독일 대사관의 조르게 간첩 사건에 대해 대사관 직원들을 조사하고, 항해 중에는 다른 승객들을 감시하는 임무를 띠고 있었다. 이들 중 2명의 일본군 장교들은 독일 항복 후 U-234도 연합군에 항복하자 수면제로 자살했고, 이들의 시체는 바다에 수장되었다.
1947년 11월, U-234는 케이프 코드에서 어뢰 표적함으로 격침되었다.

## 추천 도서
- Scalia, Joseph Mark Germany's Last Mission to Japan: The Failed Voyage of U-234 Naval Institute Press (2000) ISBN 1-55750-811-9
- Hirschfeld, Wolfgang Feindfahrten: Das Logbuch eines U-Boot-Funkers" Neff Verlag (1982) ISBN 3-7014-0189-6
- Hirschfeld, Wolfgang; Brooks, Geoffrey The Story of a U-Boat Nco 1940-1946 Naval Institute Press (1996) ISBN 1-55750-372-9: 이 책은 한국어로 번역되어 《U보트 비밀일기》라는 제목으로 출간되어 있다.

## 외부 추가 정보
- https://web.archive.org/web/20070828202725/http://www.ihffilm.com/840.html
- http://uboat.net/boats/u234.htm
- https://web.archive.org/web/20070522203045/http://www.ussvance.com/Vance/nazisub.htm
- http://www.spiegel.de/sptv/special/0,1518,230670,00.html